# Metava
Metava este o localitate din comuna Maribor, Slovenia, cu o populație de 272 de locuitori.